# Willow (gat)
Willow Biden (nascuda el 3 de gener de 2020) és una gata domèstica tabby de pèl curt americana propietat del president Joe Biden i la primera dama Jill Biden. Antigament, era una gata de granja, i va ser adoptada per la família Biden com a part d'una promesa de campanya electoral d'adoptar un gat de la Primera Família (és a dir la de la presidència) i porta el nom de la ciutat natal de Jill Biden, Willow Grove (Pennsilvània). Willow és el primer gat que va viure a la Casa Blanca des de India, que era propietat del president George W. Bush i la primera dama Laura Bush.

## Biografia
Willow és una antiga gata de granja que va néixer a l'oest de Pennsilvània i antigament era propietat de Rick Telesz, un granger de Volant, comtat de Lawrence, Pennsilvània. Té els ulls verds. Biden ha afirmat que "[Willow] no té límits" i que "enmig de la nit s'enfila i es posa damunt [del seu] cap".

### Adopció

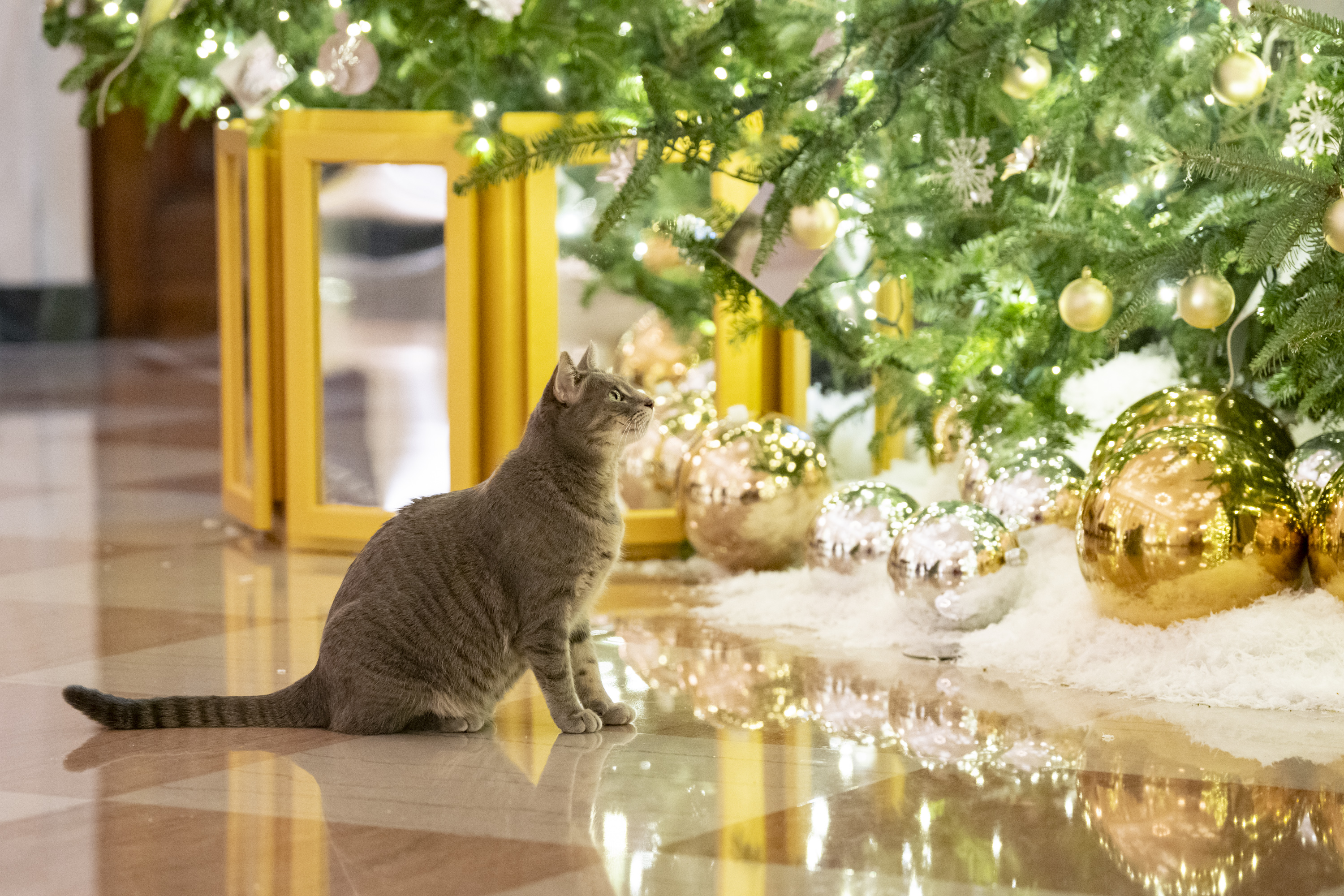
Willow mirant les decoracions de Nadal a la Sala de la Creu de la Casa Blanca, 22 de desembre de 2022.

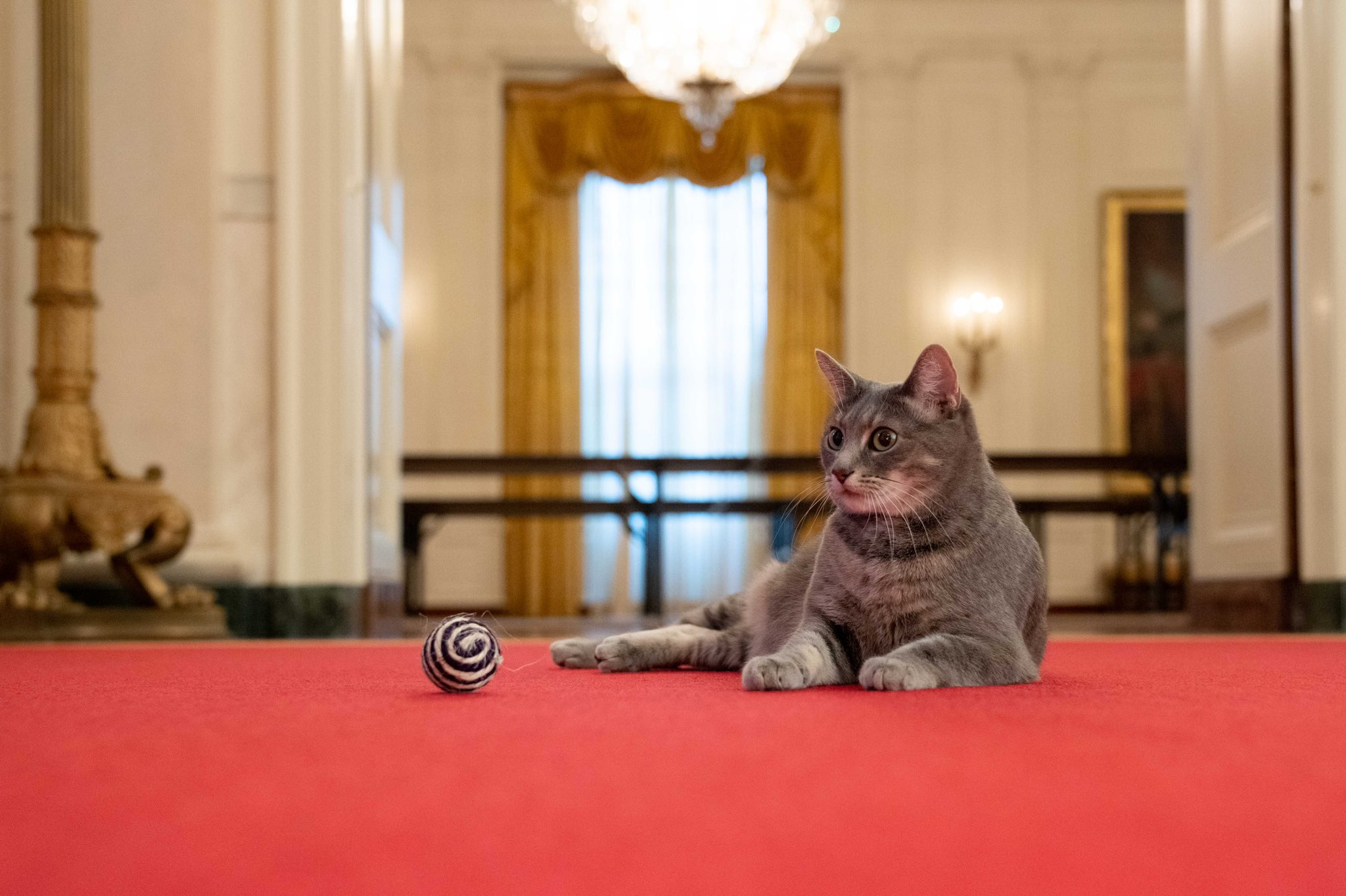
Willow explora la Casa Blanca.

Jill Biden va conèixer Willow per primera vegada durant un discurs de campanya a la granja on residia i immediatament es va vincular amb ella. En una entrevista, Jill va declarar que la gata, entre llavors i la seva adopció pels Biden, havia estat vivint amb una família d'acollida i que s'havia enganxat a la gata. Rick Telesz, l'antic propietari de Willow, va afirmar que va rebre una trucada telefònica on se'l va informar que Jill volia adoptar Willow.
L'adopció de Willow va formar part d'una promesa de la campanya electoral d'adoptar un gat per la Primera Família (és a dir la de la presidència), i després de ser-ho, va ser nomenada Willow Biden, pel nom de la ciutat natal de Jill Willow Grove (Pennsilvània).
Willow va ser adoptada el febrer del 2021, però només va arribar a viure a la Casa Blanca el 2022 per la preocupació que no es portaria bé amb el pastor alemany major de la família Biden. Segons els informes, el gos tenia problemes de mossegar altres animals i persones, i per això el van enviar a viure amb amics de la família Biden a Delaware.